# Liste der Stolpersteine in Bielefeld
In der Liste der Stolpersteine in Bielefeld werden die vorhandenen Gedenksteine aufgeführt, die im Rahmen des Projektes Stolpersteine des Künstlers Gunter Demnig bisher in Bielefeld verlegt worden sind.

## Liste der Stolpersteine
| Adresse                                | Name                          | Bild                                             | Inschrift | Anmerkung |
| -------------------------------------- | ----------------------------- | ------------------------------------------------ | --- | --- |
| Alfred-Bozi-Straße / Ecke Oberntorwall | Heinrich Schwarze             |                                                  | HIER WOHNTE HEINRICH SCHWARZE JG. 1893 AB 1933 MEHRMALS VERHAFTET DEPORTIERT 1942 DACHAU ERSCHOSSEN 9.4.1943                                                                              | |
| Altenhagener Straße 171                | Wilma Auguste Kötter          | Stolperstein Altenhagener Straße 171 Bielefeld   | HIER WOHNTE WILMA AUGUSTE KÖTTER JG. 1927 EINGEWIESEN 1938 HEILANSTALT WITTEKINDSHOF 'VERLEGT' 1944 HEILANSTALT BAD MARSBERG 'VERLEGT' 1944 HEILANSTALT NIEDERMARSBERG ERMORDET 22.5.1944 | |
| Altenhagener Straße 183                | Adolf Schmidtpott             | Stolperstein Altenhagener Straße 183 Bielefeld   | HIER WOHNTE ADOLF SCHMIDTPOTT JG. 1918 EINGEWIESEN 1943 HEILANSTALT GÜTERSLOH ERMORDET 22.9.1944                                                                                          | |
| Altenhagener Straße 223                | Johanne Horstmann             | Stolperstein Altenhagener Straße 223 Bielefeld   | HIER WOHNTE JOHANNE HORSTMANN JG. 1920 VERHAFTET 1941 'ARBEITSVERWEIGERUNG' GERICHTSGEFÄNGNIS BIELEFELD ERMORDET 29.8.1944 RAVENSBRÜCK                                                    | |
| Althoffstraße 4                        | Gustav Koch                   | Stolperstein Althoffstraße 4 Bielefeld           | HIER WOHNTE GUSTAV KOCH JG. 1900 VERURTEILT WEGEN 'HOCHVERRAT' HINGERICHTET IN DORTMUND 15.9.1944                                                                                         | |
| Althoffstraße 14                       | Hermann Wörmann               | Stolperstein Althoffstraße 14 Bielefeld          | HIER WOHNTE HERMANN WÖRMANN JG. 1896 VERURTEILT WEGEN 'HOCHVERRAT' HINGERICHTET IN DORTMUND                                                                                               | |
| Althoffstraße 18                       | Johann Rothen                 | Stolperstein Althoffstraße 18 Bielefeld          | HIER WOHNTE JOHANN ROTHEN JG. 1898 IM WIDERSTAND / SPD ENTLASSEN MAI 1933 FLUCHT IN DEN TOD 18.6.1934                                                                                     | |
| Am Bruche 64                           | Wilhelm Kappe                 | Stolperstein Am Bruche 64 Bielefeld              | HIER WOHNTE WILHELM KAPPE JG. 1911 VERHAFTET MAI 1943 'WEHRKRAFTZERSETZUNG' 'POLITISCH UNZUVERLÄSSIG' SELBSTVERSTÜMMELUNG HINGERICHTET 11.10.1943 KÖNIGSBERG                              | |
| Am Finkenbach 26                       | Gerda Pilgrim                 | Stolperstein Am Finkenbach 26 Bielefeld          | HIER WOHNTE GERDA PILGRIM JG. 1913 SEIT 1934 MEHRERE HEILANSTALTEN ZWANGSSTERILISIERT 1934 'VERLEGT' 12.11.1943 HEILANSTALT MESERITZ - OBRAWALDE ERMORDET 1.3.1944                        | |
| Am Sparrenberg 8                       | Richard Otto Senkel           |                                                  | HIER WOHNTE RICHARD OTTO SENKEL JG. 1877 VERHAFTET 1943 ERMORDET 9.3.1943 SACHSENHAUSEN                                                                                                   | |
| Am Sparrenberg 8                       | Dora Senkel                   |                                                  | HIER WOHNTE DORA SENKEL GEB. SALOMON JG. 1893 DEPORTIERT 1943 AUSCHWITZ ERMORDET 31.8.1943                                                                                                | |
| Am Sudholz 31                          | Ernst Brune                   |                                                  | HIER WOHNTE ERNST BRUNE JG. 1885 IM WIDERSTAND KZ SACHSENHAUSEN ERMORDET | |
| Am Tempel 17                           | Oskar Grube                   | Stolperstein Am Tempel 17 Bielefeld              | HIER WOHNTE OSKAR GRUBE JG. 1877 VERHAFTET 1940 KZ SACHSENHAUSEN ERMORDET 7.7.1941 | |
| Am Wortkamp 35                         | Hugo Schweitzer               | Stolperstein Am Wortkamp 35 Bielefeld            | HIER WOHNTE HUGO SCHWEITZER JG. 1884 KZ SACHSENHAUSEN ERMORDET 7.4.1940 | |
| An der Landwehr 3                      | Emma Bories                   | Stolperstein An der Landwehr 3 Bielefeld         | HIER WOHNTE EMMA BORIES GEB. SCHWARZE JG. 1900 AB 1938 MEHRFACH 'VORBEUGUNGSHAFT' 1943 KZ RAVENSBRÜCK DEPORTIERT LUBLIN ERMORDET 7.3.1944                                                 | |
| An der Landwehr 3                      | Friedrich Bories              | Stolperstein An der Landwehr 3 Bielefeld         | HIER WOHNTE FRIEDRICH BORIES JG. 1935 SEIT 1937 MEHRERE HEILANSTALTEN 'VERLEGT' 4.10.1943 'HEILANSTALT' MESERITZ - OBRAWALDE ERMORDET 7.12.1943                                           | |
| An der Stiftskirche 11                 | Leopold Grünewald             | Stolpersteine An der Stiftskirche 11 Bielefeld   | HIER WOHNTE LEOPOLD GRÜNEWALD JG. 1884 DEPORTIERT 1942 THERESIENSTADT 1944 AUSCHWITZ ERMORDET                                                                                             | |
| An der Stiftskirche 11                 | Grete Grünewald               | Stolpersteine An der Stiftskirche 11 Bielefeld   | HIER WOHNTE GRETE GRÜNEWALD GEB. STEINWEG JG. 1890 DEPORTIERT 1942 THERESIENSTADT 1944 AUSCHWITZ ERMORDET                                                                                 | |
| An der Stiftskirche 11                 | Rosalie Grünewald             | Stolpersteine An der Stiftskirche 11 Bielefeld   | HIER WOHNTE ROSALIE GRÜNEWALD JG. 1877 DEPORTIERT 1942 THERESIENSTADT ERMORDET IN MALY TROSTINEC                                                                                          | |
| Arndtstraße 4a                         | Georg Zimmt                   | Stolperstein Arndtstraße 4a Bielefeld            | HIER WOHNTE GEORG ZIMMT JG. 1895 'SCHUTZHAFT' 1938 BUCHENWALD DEPORTIERT 1943 ERMORDET IN AUSCHWITZ                                                                                       | |
| Arndtstraße 4a                         | Irmgard Zimmt                 | Stolperstein Arndtstraße 4a Bielefeld            | HIER WOHNTE IRMGARD ZIMMT GEB. LEESER JG. 1913 DEPORTIERT 1943 ERMORDET IN AUSCHWITZ | |
| Arthur-Ladebeck-Straße 5               | Konrad Griefingholt           | Stolperstein Arthur-Ladebeck-Straße 5 Bielefeld  | HIER WOHNTE KONRAD GRIEFINGHOLT JG. 1890 VERHAFTET 1943 ZUCHTHAUS HAMELN TOD 20.4.1944 HAFTFOLGEN                                                                                         | Stein liegt an der Bushaltestelle vor der Kunsthalle. |
| Arthur-Ladebeck-Straße 6               | Dr. med Gertrud Mosberg       | Stolperstein Arthur-Ladebeck-Straße 6 Bielefeld  | HIER WOHNTE DR. MED GERTRUD MOSBERG JG. 1903 FLUCHT 1937 HOLLAND DEPORTIERT 1944 ERMORDET MÄRZ 1945 RAVENSBRÜCK                                                                           | |
| Arthur-Ladebeck-Straße 6               | Dr. med Bernhard Mosberg      | Stolperstein Arthur-Ladebeck-Straße 6 Bielefeld  | HIER WOHNTE DR. MED BERNHARD MOSBERG JG. 1874 FLUCHT 1938 HOLLAND DEPORTIERT 1944 ERMORDET 1944 in AUSCHWITZ                                                                              | |
| Arthur-Ladebeck-Straße 6               | Rosalie Mosberg               | Stolperstein Arthur-Ladebeck-Straße 6 Bielefeld  | HIER WOHNTE ROSALIE MOSBERG GEB. OPPENHEIMER DEPORTIERT 1943 ERMORDET 26.3.1943 IN BENDORF-SAYN                                                                                           | |
| Artur-Ladebeck-Straße 51               | Dr. Curt Albersheim           | Stolpersteine Artur-Ladebeck-Straße 51 Bielefeld | HIER WOHNTE DR. CURT ALBERSHEIM JG. 1896 FLUCHT 1934 HOLLAND INTERNIERT WESTERBORK DEPORTIERT 1943 AUSCHWITZ ERMORDET 31.3.1944                                                           | |
| Artur-Ladebeck-Straße 51               | Martha Albersheim             | Stolpersteine Artur-Ladebeck-Straße 51 Bielefeld | HIER WOHNTE MARTHA ALBERSHEIM GEB. ABT JG. 1902 FLUCHT 1934 HOLLAND INTERNIERT WESTERBORK DEPORTIERT 1943 AUSCHWITZ ERMORDET 19.11.1943                                                   | |
| Artur-Ladebeck-Straße 51               | Ruth Albersheim               | Stolpersteine Artur-Ladebeck-Straße 51 Bielefeld | HIER WOHNTE RUTH ALBERSHEIM JG. 1928 FLUCHT 1934 HOLLAND INTERNIERT WESTERBORK DEPORTIERT 1943 AUSCHWITZ ERMORDET 19.11.1943                                                              | |
| Artur-Ladebeck-Straße 60               | Fritz Grünewald               | Stolpersteine Artur-Ladebeck-Straße 60 Bielefeld | HIER WOHNTE FRITZ GRÜNEWALD JG. 1897 DEPORTIERT 1942 GHETTO WARSCHAU ERMORDET | |
| Artur-Ladebeck-Straße 60               | Rolf Grünewald                | Stolpersteine Artur-Ladebeck-Straße 60 Bielefeld | HIER WOHNTE ROLF GRÜNEWALD JG. 1938 DEPORTIERT 1942 ERMORDET IN RIGA | |
| Artur-Ladebeck-Straße 60               | Betti Grünewald               | Stolpersteine Artur-Ladebeck-Straße 51 Bielefeld | HIER WOHNTE BETTI GRÜNEWALD GEB. LIBOWSKI JG. 1908 DEPORTIERT 1942 ERMORDET IN AUSCHWITZ                                                                                                  | |
| Artur-Ladebeck-Straße 60               | Jenny Grünewald               | Stolpersteine Artur-Ladebeck-Straße 60 Bielefeld | HIER WOHNTE JENNY GRÜNEWALD JG. 1885 DEPORTIERT 1941 RIGA 1943 AUSCHWITZ ERMORDET NOV. 1943                                                                                               | |
| Artur-Ladebeck-Straße 60               | Rosa Schaffranke              | Stolpersteine Artur-Ladebeck-Straße 60 Bielefeld | HIER WOHNTE ROSA SCHAFFRANKE GEB. GRÜNEWALD JG. 1886 DEPORTIERT 1942 THERESIENSTADT ERMORDET 22.09.1943                                                                                   | |
| Artur-Ladebeck-Straße 87               | August Paurat                 | Stolperstein Artur-Ladebeck-Straße 87 Bielefeld  | HIER WOHNTE AUGUST PAURAT JG. 1900 IM WIDERSTAND VERHAFTET 'VORBEREITUNG ZUM HOCHVERRAT' 'RUNDFUNKVERBRECHEN' ZUCHTHAUS WERL TOT 19.4.1944 BEI BOMBENANGRIFF                              | Der Stein liegt vor dem Haus Artur-Ladebeckstr. 87. Dieses Haus hatte ursprünglich die Adresse Gütersloher Str. 73 |
| August-Bebel-Straße 44                 | Karl Schulz                   |                                                  | HIER WOHNTE KARL SCHULZ JG. 1894 VERHAFTET 1944 'WEHRKRAFTZERSETZUNG' 'BELEIDIGUNG DES FÜHRERS' GEFÄNGNIS REVAL HINGERICHTET 21.3.1944                                                    | |
| August-Bebel-Straße 124                | David Katzenstein             | Stolperstein August-Bebel-Straße 124 Bielefeld   | HIER WOHNTE DAVID KATZENSTEIN JG. 1880 DEPORTIERT 1942 AUSCHWITZ ERMORDET | |
| August-Bebel-Straße 124                | Meta Katzenstein              | Stolperstein August-Bebel-Straße 124 Bielefeld   | HIER WOHNTE META KATZENSTEIN GEB. OCHS JG. 1888 DEPORTIERT 1942 AUSCHWITZ ERMORDET | |
| August-Bebel-Straße 124                | Anneliese Katzenstein         | Stolperstein August-Bebel-Straße 124 Bielefeld   | HIER WOHNTE ANNELIESE KATZENSTEIN JG. 1911 DEPORTIERT 1942 GHETTO WARSCHAU ERMORDET | |
| August-Bebel-Straße 124                | Herbert Katzenstein           | Stolperstein August-Bebel-Straße 124 Bielefeld   | HIER WOHNTE HERBERT KATZENSTEIN JG. 1914 DEPORTIERT 1942 GHETTO WARSCHAU ERMORDET | |
| August-Bebel-Straße 124                | Kurt Katzenstein              | Stolperstein August-Bebel-Straße 124 Bielefeld   | HIER WOHNTE KURT KATZENSTEIN JG. 1917 FLUCHT 1936 PALÄSTINA | |
| Bethelweg 8                            | Olga Laubheim                 | Stolperstein Bethelweg 8 Bielefeld               | HIER WOHNTE OLGA LAUBHEIM JG. 1876 EINGEWIESEN 1895 ANSTALT BETHEL 'VERLEGT' 27.9.1940 BRANDENBURG ERMORDET 27.9.1940 SONDERAKTION INNERHALB 'AKTION T4'                                  | |
| Bielsteinstraße 43                     | Hugo Ebert                    | Stolperstein Bielsteinstraße 43 Bielefeld        | HIER WOHNTE HUGO EBERT JG. 1902 VERHAFTET 12.5.1935 'VORBEREITUNG ZUM HOCHVERRAT' VERURTEILT 1936 ZUCHTHAUS HAMELN 1943 STRAFBATAILLON 999 SCHICKSAL UNBEKANNT                            | |
| Bismarckstraße 8                       | Dr. Richard Weiss             | Stolpersteine Bismarckstraße 8 Bielefeld         | HIER WOHNTE DR. RICHARD WEISS JG. 1883 FLUCHT 1938 ENGLAND | |
| Bismarckstraße 8                       | Clara Weiss                   | Stolpersteine Bismarckstraße 8 Bielefeld         | HIER WOHNTE CLARA WEISS GEB. DREYER JG. 1895 FLUCHT 1938 ENGLAND | |
| Bismarckstraße 8                       | Günther Weiss                 | Stolpersteine Bismarckstraße 8 Bielefeld         | HIER WOHNTE GÜNTHER WEISS JG. 1924 KINDERTRANSPORT 1939 ENGLAND | |
| Bismarckstraße 8                       | Margret Weiss                 | Stolpersteine Bismarckstraße 8 Bielefeld         | HIER WOHNTE MARGRET WEISS VERH. MARFLOW JG. 1921 KINDERTRANSPORT 1939 ENGLAND | |
| Bismarckstraße 8                       | Herbert Weiss                 | Stolpersteine Bismarckstraße 8 Bielefeld         | HIER WOHNTE HERBERT WEISS JG. 1916 FLUCHT 1936 ITALIEN 1938 ENGLAND, BOLIVIEN | |
| Bleicherfeldstraße 16                  | Bernhard Zawacki              | Stolperstein Bleicherfeldstraße 16 Bielefeld     | HIER WOHNTE BERNHARD ZAWACKI JG. 1899 IM WIDERSTAND VERHAFTET 1943 'HOCHVERRAT' UND 'WEHRKRAFTZERSETZUNG' ZUCHTHAUS PLÖTZENSEE HINGERICHTET MAI 1944 BRANDENBURG - GÜRDEN                 | |
| Bleichstraße 205b                      | Wilhelm Ebert                 |                                                  | HIER WOHNTE WILHELM EBERT JG. 1897 VERHAFTET 'HOCHVERRAT' MAUTHAUSEN ERMORDET 21.2.1945                                                                                                   | |
| Bossestraße 3                          | Erich Wemhöner                | Stolperstein Bossestraße 3 Bielefeld             | HIER WOHNTE ERICH WEMHÖNER JG. 1908 ERMORDET APRIL 1945 KZ NEUENGAMME | |
| Brandenburger Straße 7                 | Cecilie Henkel                | Stolperstein Brandenburger Straße 7 Bielefeld    | HIER WOHNTE CECILIE HENKEL GEB. HAMMERSCHLAG JG. 1891 DEPORTIERT 1944 AUSCHWITZ ERMORDET 1944                                                                                             | |
| Brandenburger Straße 7                 | Karl Josef Henkel             | Stolperstein Brandenburger Straße 7 Bielefeld    | HIER WOHNTE KARL JOSEF HENKEL JG. 1913 VERHAFTET 10.8.1944 ARBEITSERZIEHUNGSLAGER LAHDE ERMORDET 18.8.1944                                                                                | |
| Brandenburger Straße 27                | Bernhard Putjenter            |                                                  | HIER WOHNTE BERNHARD PUTJENTER JG. 1888 VERHAFTET 'HOCHVERRAT' HINGERICHTET 15.9.1944 ZUCHTHAUS DORTMUND                                                                                  | |
| Breite Straße 35                       | Paul Brockmann                | Stolperstein Breite Straße 35 Bielefeld          | HIER WOHNTE PAUL BROCKMANN JG. 1898 INHAFTIERT 'WEHRKRAFTZERSETZUNG' HINGERICHTET 22.9.1944                                                                                               | |
| Detmolder Straße 8                     | Julius Kamp                   | Stolperstein Detmolder Straße 8 Bielefeld        | HIER WOHNTE DR. JULIUS KAMP JG. 1886 DEPORTIERT AUSCHWITZ ERMORDET 17.10.1944 | |
| Detmolder Straße 8                     | Renate Kamp                   | Stolperstein Detmolder Straße 8 Bielefeld        | HIER WOHNTE RENATE KAMP JG. 1925 FLUCHT 1934 HOLLAND INTERNIERT WESTERBORK DEPORTIERT THERESIENSTADT AUSCHWITZ BEFREIT                                                                    | |
| Detmolder Straße 8                     | Lilly Kamp                    | Stolperstein Detmolder Straße 8 Bielefeld        | HIER WOHNTE LILLY KAMP GEB. DREYER JG. 1900 FLUCHT 1934 HOLLAND INTERNIERT WESTERBORK DEPORTIERT THERESIENSTADT ERMORDET 1944 AUSCHWITZ                                                   | |
| Detmolder Straße 76                    | Lotte Windmüller              | Stolperstein Detmolder Straße 76 Bielefeld       | HIER WOHNTE LOTTE WINDMÜLLER JG. 1922 DEPORTIERT 1943 ERMORDET IN AUSCHWITZ | Stein liegt an der Einmündung zur Sackgasse, die zu den Häusern 74–78 führt. |
| Detmolder Straße 84                    | Samuel Meyerson               | Stolperstein Detmolder Straße 84 Bielefeld       | HIER WOHNTE SAMUEL MEYERSON JG. 1862 DEPORTIERT THERESIENSTADT ERMORDET 25.8.1942 | |
| Detmolder Straße 84                    | Hedwig Meyerson               | Stolperstein Detmolder Straße 84 Bielefeld       | HIER WOHNTE HEDWIG MEYERSON JG. 1899 DEPORTIERT ERMORDET IN MALY TROSTENEC | |
| Detmolder Straße 129                   | Alfred Gottschalk             | Stolperstein Detmolder Straße 129 Bielefeld      | HIER WOHNTE ALFRED GOTTSCHALK JG. 1888 DEPORTIERT 1942 GHETTO WARSCHAU ERMORDET | |
| Detmolder Straße 129                   | Bärbel Gottschalk             | Stolperstein Detmolder Straße 129 Bielefeld      | HIER WOHNTE BÄRBEL GOTTSCHALK JG. 1926 DEPORTIERT 1942 GHETTO WARSCHAU ERMORDET | |
| Detmolder Straße 129                   | Ursula Gottschalk             | Stolperstein Detmolder Straße 129 Bielefeld      | HIER WOHNTE URSULA GOTTSCHALK JG. 1923 DEPORTIERT 1942 GHETTO WARSCHAU ERMORDET | |
| Detmolder Straße 129                   | Walli Gottschalk              | Stolperstein Detmolder Straße 129 Bielefeld      | HIER WOHNTE WALLI GOTTSCHALK GEB. HILDESHEINER JG. 1894 DEPORTIERT 1942 GHETTO WARSCHAU ERMORDET                                                                                          | |
| Detmolder Straße 129                   | Herbert Stern                 | Stolperstein Detmolder Straße 129 Bielefeld      | HIER WOHNTE HERBERT STERN JG. 1894 FLUCHT 1936 USA | |
| Detmolder Straße 129                   | Helene Stern                  | Stolperstein Detmolder Straße 129 Bielefeld      | HIER WOHNTE HELENE STERN GEB. PIEK JG. 1901 FLUCHT 1936 USA | |
| Detmolder Straße 129                   | Marlies Stern                 | Stolperstein Detmolder Straße 129 Bielefeld      | HIER WOHNTE MARLIES STERN JG. 1922 FLUCHT 1936 USA | |
| Detmolder Straße 129                   | Lore Stern                    | Stolperstein Detmolder Straße 129 Bielefeld      | HIER WOHNTE LORE STERN JG. 1928 FLUCHT 1936 USA | |
| Detmolder Straße 129                   | Eva Stern                     | Stolperstein Detmolder Straße 129 Bielefeld      | HIER WOHNTE EVA STERN JG. 1931 FLUCHT 1936 USA | |
| Detmolder Straße 258                   | Rudolf Bunte                  | Stolperstein Detmolder Straße 258 Bielefeld      | HIER WOHNTE RUDOLF BUNTE JG. 1882 IM WIDERSTAND VERHAFTET 'RUNDFUNKVERBRECHEN' 'WEHRKRAFTZERSETZUNG' ZUCHTHAUS MÜNSTER TOT AN HAFTFOLGEN 1.3.1945                                         | |
| Dornberger Straße 27                   | Susanne Stein                 | Stolpersteine Dornberger Straße 27 Bielefeld     | HIER WOHNTE SUSANNE STEIN GEB. MANES JG. 1899 DEPORTIERT 1941 RIGA ERMORDET | |
| Dornberger Straße 27                   | Ernst Stein                   | Stolpersteine Dornberger Straße 27 Bielefeld     | HIER WOHNTE ERNST STEIN JG. 1886 'SCHUTZHAFT' 1938 BUCHENWALD DEPORTIERT 1941 RIGA ERMORDET 17.05.1942                                                                                    | |
| Dornberger Straße 27                   | Martha Oppenheimer            | Stolpersteine Dornberger Straße 27 Bielefeld     | HIER WOHNTE MARTHA OPPENHEIMER GEB. STEIN JG. 1893 DEPORTIERT 1941 RIGA ERMORDET | |
| Dornberger Straße 27                   | Minna Stein                   | Stolpersteine Dornberger Straße 27 Bielefeld     | HIER WOHNTE MINNA STEIN JG. 1877 DEPORTIERT 1941 RIGA ERMORDET 26.03.1942 | |
| Ebenezerweg 5                          | Kurt Simon                    | Stolperstein Ebenezerweg 5 Bielefeld             | HIER LEBTE KURT SIMON JG. 1917 EINGEWIESEN 1921 HEILANSTALT BETHEL 'VERLEGT' 27.9.1940 BRANDENBURG ERMORDET 27.9.1940 SONDERAKTION INNERHALB 'AKTION T4'                                  | |
| Ebenezerweg 10                         | Dorothea Ahrndt               | Stolperstein Ebenezerweg 10 Bielefeld            | HIER LEBTE DOROTHEA AHRNDT JG. 1916 EINGEWIESEN 1935 ANSTALT BETHEL 'VERLEGT' 27.9.1940 BRANDENBURG ERMORDET 27.9.1940 SONDERAKTION INNERHALB 'AKTION T4'                                 | |
| Engersche Straße 3                     | Edith Elise Feder             | Stolpersteine Engersche Str. 3 Bielefeld         | HIER WOHNTE EDITH ELISE FEDER GEB. LÖWENBERG JG. 1909 DEPORTIERT 1942 GHETTO WARSCHAU ERMORDET                                                                                            | |
| Engersche Straße 3                     | Rudolf Feder                  | Stolpersteine Engersche Str. 3 Bielefeld         | HIER WOHNTE RUDOLF FEDER JG. 1901 DEPORTIERT 1942 GHETTO WARSCHAU ERMORDET | |
| Engersche Straße 3                     | Hermann Löwenberg             | Stolpersteine Engersche Str. 3 Bielefeld         | HIER WOHNTE HERMANN LÖWENBERG JG. 1879 DEPORTIERT 1942 AUSCHWITZ ERMORDET 1942 | |
| Engersche Straße 3                     | Ella Löwenberg                | Stolpersteine Engersche Str. 3 Bielefeld         | HIER WOHNTE ELLA LÖWENBERG GEB. GOLDSCHMIDT JG. 1883 DEPORTIERT 1942 AUSCHWITZ ERMORDET 1942                                                                                              | |
| Engersche Straße 3                     | Hans Löwenberg                | Stolpersteine Engersche Str. 3 Bielefeld         | HIER WOHNTE HANS LÖWENBERG JG. 1912 FLUCHT 1941 USA | |
| Falkstraße 12                          | Johanna Friedmann             | Stolpersteine Falkstraße 12 Bielefeld            | HIER WOHNTE JOHANNA FRIEDMANN GEB. ALTMANN JG. 1881 GEDEMÜTIGT / ENTRECHTET FLUCHT IN DEN TOD 1.NOV. 1939                                                                                 | |
| Falkstraße 12                          | Franz Salomon Friedmann       | Stolpersteine Falkstraße 12 Bielefeld            | HIER WOHNTE FRANZ SALOMON FRIEDMANN JG. 1871 GEDEMÜTIGT / ENTRECHTET VOR DEPORTATION FLUCHT IN DEN TOD 26. JULI 1942                                                                      | |
| Falkstraße 12                          | Paul Friedmann                | Stolpersteine Falkstraße 12 Bielefeld            | HIER WOHNTE PAUL FRIEDMANN JG. 1904 FLUCHT 1933 ENGLAND | |
| Falkstraße 12                          | Lotte Rosalie Friedmann       | Stolpersteine Falkstraße 12 Bielefeld            | HIER WOHNTE LOTTE ROSALIE FRIEDMANN GEB. FRIEDMANN JG. 1906 FLUCHT 1938 ENGLAND | |
| Falkstraße 12                          | Karl Friedmann                | Stolpersteine Falkstraße 12 Bielefeld            | HIER WOHNTE KARL FRIEDMANN JG. 1907 FLUCHT 1938 BRITISCH-WESTAFRIKA | |
| Falkstraße 12                          | Hans Friedmann                | Stolpersteine Falkstraße 12 Bielefeld            | HIER WOHNTE HANS FRIEDMANN JG. 1894 FLUCHT 1938 ENGLAND | |
| Falkstraße 12                          | Walter Erich Friedmann        | Stolpersteine Falkstraße 12 Bielefeld            | HIER WOHNTE WALTER ERICH FRIEDMANN JG. 1934 FLUCHT 1938 ENGLAND | |
| Falkstraße 17                          | Berta Meyer                   |                                                  | HIER WOHNTE BERTA MEYER GEB. WALLACH JG. 1879 DEPORTIERT 1942 THERESIENSTADT ERMORDET 1943 MALY TROSTINEZ                                                                                 | |
| Falkstraße 17                          | Josef Meyer                   |                                                  | HIER WOHNTE JOSEF MEYER JG. 1873 DEPORTIERT 1942 THERESIENSTADT ERMORDET 1943 MALY TROSTINEZ                                                                                              | |
| Falkstraße 17                          | Hildegard Blank               |                                                  | HIER WOHNTE HILDEGARD BLANK JG. 1923 DEPORTIERT 1942 THERESIENSTADT 1944 AUSCHWITZ ERMORDET 1944                                                                                          | |
| Falkstraße 17                          | Grete Blank                   |                                                  | HIER WOHNTE GRETE BLANK GEB. EICHENBERG JG. 1883 DEPORTIERT 1942 THERESIENSTADT ERMORDET 20.4.1944                                                                                        | |
| Falkstraße 17                          | Salli Blank                   |                                                  | HIER WOHNTE SALLI BLANK JG. 1873 DEPORTIERT 1942 THERESIENSTADT ERMORDET 10.9.1942 | |
| Finkenstraße 77                        | Wilhelm Hünerhoff             |                                                  | HIER WOHNTE WILHELM HÜNERHOFF JG. 1889 VERURTEILT WEGEN 'HEIMTÜCKE' KZ NEUENGAMME ERMORDET 27.8.1944                                                                                      | |
| Flensburger Straße 22                  | Reinhard Filges               | Stolperstein Flensburger Straße 22 Bielefeld     | HIER WOHNTE REINHARD FILGES JG. 1914 VERHAFTET 1938 KRIEGSDIENST VERWEIGERT 'POLITISCH UNZUVERLÄSSIG BUCHENWALD RAVENSBRÜCK AUSCHWITZ ERMORDET 10.4.1943                                  | |
| Friedrich-Ebert-Straße 2               | Hermann Kleinewächter         | Stolperstein Friedrich-Ebert-Straße 2 Bielefeld  | HIER WOHNTE HERMANN KLEINEWÄCHTER JG. 1902 MEHRMALS VERHAFTET 'HOCHVERRAT' HINGERICHTET 15.9.1944                                                                                         | |
| Gabelsbergerstraße 1                   | Willi Katz                    | Stolperstein Gabelsbergerstraße 1 Bielefeld      | HIER WOHNTE WILLI KATZ JG. 1902 FLUCHT 1939 ENGLAND 1940 USA | |
| Gabelsbergerstraße 1                   | Vera Nora Katz                | Stolperstein Gabelsbergerstraße 1 Bielefeld      | HIER WOHNTE VERA NORA KATZ GEB. LÖWENSTEIN JG. 1904 FLUCHT 1939 HOLLAND 1940 USA | |
| Gabelsbergerstraße 1                   | Peter Katz                    | Stolperstein Gabelsbergerstraße 1 Bielefeld      | HIER WOHNTE PETER KATZ JG. 1933 FLUCHT 1939 ENGLAND 1940 USA | |
| Gadderbaumerstraße 14                  | Max Mosberg                   | Stolpersteine Gadderbaumerstr. 14 Bielefeld      | HIER WOHNTE MAX MOSBERG JG. 1867 DEPORTIERT 1942 THERESIENSTADT 1942 TREBLINKA ERMORDET                                                                                                   | |
| Gadderbaumerstraße 14                  | Johanna Mosberg               | Stolpersteine Gadderbaumerstr. 14 Bielefeld      | HIER WOHNTE JOHANNA MOSBERG GEB. VORREUTHER JG. 1879 DEPORTIERT 1942 THERESIENSTADT 1942 TREBLINKA ERMORDET                                                                               | |
| Gadderbaumerstraße 14                  | Hans Mosberg                  | Stolpersteine Gadderbaumerstr. 14 Bielefeld      | HIER WOHNTE HANS MOSBERG JG. 1904 FLUCHT 1939 ENGLAND KANADA | |
| Gehrenberg 41                          | Robert Hegemann               | Stolperstein Gehrenberg 41 Bielefeld             | HIER WOHNTE ROBERT HEGEMANN JG. 1903 MEHRMALS VERHAFTET DEPORTIERT 1940 SACHSENHAUSEN ERMORDET 12.8.1940                                                                                  | |
| Germanenstraße 35                      | Wilhelm Schröder              | Stolperstein Germanenstraße 35 Bielefeld         | HIER WOHNTE WILHELM SCHRÖDER JG. 1905 IM WIDERSTAND / KPD VERHAFTET 23.10.1933 STRAFLAGER III BRUAL - RHEDE 'VORBEREITUNG ZUM HOCHVERRAT' ENTLASSEN 1937                                  | |
| Goldbach 16                            | Dr. Hans Kronheim             | Stolpersteine Goldbach 16 Bielefeld              | HIER WOHNTE RABBINER DR. HANS KRONHEIM JG. 1885 FLUCHT 1939 USA | |
| Goldbach 16                            | Senta Kronheim                | Stolpersteine Goldbach 16 Bielefeld              | HIER WOHNTE SENTA KRONHEIM GEB. WALLACH JG. 1912 FLUCHT 1939 USA | |
| Goldbach 16                            | Susanne Kronheim              | Stolpersteine Goldbach 16 Bielefeld              | HIER WOHNTE SUSANNE KRONHEIM JG. 1936 FLUCHT 1939 USA | |
| Goldbach 16                            | Gabriele Kronheim             | Stolpersteine Goldbach 16 Bielefeld              | HIER WOHNTE GABRIELE KRONHEIM JG. 1934 FLUCHT 1939 USA | |
| Goldbach 17                            | Gertrud Ilgner                | Stolpersteine Goldbach 17 Bielefeld              | HIER WOHNTE GERTRUD ILGNER GEB. LÜLSDORF JG. 1893 VOR DEPORTATION FLUCHT IN DEN TOD 20.9.1944                                                                                             | |
| Goldbach 17                            | Lotte Ilgner                  | Stolpersteine Goldbach 17 Bielefeld              | HIER WOHNTE LOTTE ILGNER JG. 1923 VOR DEPORTATION FLUCHT IN DEN TOD 4.10.1944 | |
| Goldbach 17                            | Liese Ilgner                  | Stolpersteine Goldbach 17 Bielefeld              | HIER WOHNTE GERTRUD ILGNER JG. 1924 VOR DEPORTATION FLUCHT IN DEN TOD 4.10.1944 | |
| Goldstraße 10                          | Albert Gödde                  | Stolperstein Goldstraße 10 Bielefeld             | HIER WOHNTE ALBERT GÖDDE JG. 1900 VERHAFTET 'HOCHVERRAT' DEPORTIERT AUSCHWITZ ERMORDET 22.1.1943                                                                                          | |
| Hagenbuchstraße 7                      | Richard Rose                  | Stolperstein Hagenbuchstraße 7 Bielefeld         | HIER WOHNTE RICHARD ROSE JG. 1886 DEPORTIERT 1942 GHETTO WARSCHAU ERMORDET | |
| Hagenbuchstraße 7                      | Helene Rose                   | Stolperstein Hagenbuchstraße 7 Bielefeld         | HIER WOHNTE HELENE ROSE GEB. BEVERSTEIN JG. 1895 DEPORTIERT 1942 GHETTO WARSCHAU ERMORDET                                                                                                 | |
| Hagenbuchstraße 7                      | Ilse Rose                     | Stolperstein Hagenbuchstraße 7 Bielefeld         | HIER WOHNTE ILSE ROSE JG. 1926 DEPORTIERT 1942 GHETTO WARSCHAU ERMORDET | |
| Hagenbuchstraße 7                      | Margot Rose                   | Stolperstein Hagenbuchstraße 7 Bielefeld         | HIER WOHNTE MARGOT ROSE JG. 1932 DEPORTIERT 1942 GHETTO WARSCHAU ERMORDET | |
| Hagenbuchstraße 7                      | Berthold Zuckerberg           | Stolperstein Hagenbuchstraße 71 Bielefeld        | HIER WOHNTE BERTHOLD ZUCKERBERG JG. 1876 DEPORTIERT 1942 THERESIENSTADT 1942 TREBLINKA ERMORDET                                                                                           | |
| Hagenbuchstraße 7                      | Pauline Zuckerberg            | Stolperstein Hagenbuchstraße 7 Bielefeld         | HIER WOHNTE PAULINE ZUCKERBERG GEB. WEIL JG. 1876 DEPORTIERT 1942 THERESIENSTADT 1942 TREBLINKA ERMORDET                                                                                  | |
| Haller Weg 65                          | Gustav Höcker                 | Stolperstein Haller Weg 65 Bielefeld             | HIER WOHNTE GUSTAV HÖCKER JG. 1898 VERURTEILT WEGEN 'HOCHVERRAT' HINGERICHTET IN DORTMUND 15.09.1944                                                                                      | |
| Haller Weg 73                          | Frieda Laarmann               | Stolperstein Haller Weg 73 Bielefeld             | HIER WOHNTE FRIEDA LAARMANN JG. 1902 GEFÄNGNIS DORTMUND 1938 RAVENSBRÜCK DEPORTIERT 1941 ERMORDET IN AUSCHWITZ                                                                            | |
| Hammerschmidtstraße 2                  | Erich Klever                  | Stolperstein Hammerschmidtstraße 2 Bielefeld     | HIER WOHNTE ERICH KLEVER JG. 1881 IM WIDERSTAND VERHAFTET 'VERGEHEN GEGEN HEIMTÜCKEGESETZ' 'WEHRKRAFTZERSETZUNG' GEFÄNGNIS BIELEFELD TOT 24.2.1945 BEI BOMBENANGRIFF                      | |
| Haspelstraße 19                        | Feodor Schütze                | Stolperstein Haspelstraße 19 Bielefeld           | HIER WOHNTE FEODOR SCHÜTZE JG. 1890 IM WIDERSTAND VERHAFTET 'RUNDFUNKVERBRECHEN' VORBEREITUNG ZUM HOCHVERRAT' ZUCHTHAUS WERL ERMORDET 4.5.1945                                            | |
| Hauptstraße 45                         | Mathilde Wisbrun              | Stolperstein Hauptstraße 45 Bielefeld            | HIER WOHNTE MATHILDE WISBRUN GEB. TUTEUR JG. 1867 DEPORTIERT 1942 TOT IN THERESIENSTADT                                                                                                   | |
| Hauptstraße 45                         | Moritz Wisbrun                | Stolperstein Hauptstraße 45 Bielefeld            | HIER WOHNTE MORITZ WISBRUN JG. 1855 DEPORTIERT 1942 TOT IN THERESIENSTADT | |
| Hauptstraße 193                        | Christian Vogel               | Stolperstein Hauptstraße 193 Bielefeld           | HIER WOHNTE CHRISTIAN VOGEL JG. 1902 HINGERICHTET 24.5.1941 KZ BRANDENBURG VERWEIGERTE DEN KRIEGSDIENST                                                                                   | |
| Henriettenstraße 16                    | Paul Libowski                 | Stolpersteine Henriettenstr. 16 Bielefeld        | HIER WOHNTE PAUL LIBOWSKI JG. 1892 DEPORTIERT 1941 RIGA ERMORDET | |
| Henriettenstraße 16                    | Martha Libowski               | Stolpersteine Henriettenstr. 16 Bielefeld        | HIER WOHNTE MARTHA LIBOWSKI GEB. GRÜNEWALD GESCH. KOKERBECK JG. 1892 DEPORTIERT 1941 RIGA ERMORDET                                                                                        | |
| Henriettenstraße 16                    | Herbert Kokerbeck             | Stolpersteine Henriettenstr. 16 Bielefeld        | HIER WOHNTE HERBERT KOKERBECK JONATHAN KINARTY JG. 1923 FLUCHT 1939 PALÄSTINA | |
| Henriettenstraße 16                    | Helga Kokerbeck               | Stolpersteine Henriettenstr. 16 Bielefeld        | HIER WOHNTE HELGA KOKERBECK VERH. RAVN JG. 1924 FLUCHT 1939 DÄNEMARK | |
| Hermannstraße 30                       | William Neuberg               | Stolperstein Hermannstraße 30 Bielefeld          | HIER WOHNTE WILLIAM NEUBERG JG. 1862 VOR DEPORTATION FLUCHT IN DEN TOD 21.7.1942 | |
| Im Siekerfelde 10                      | Albert Steinkrüger            |                                                  | HIER WOHNTE ALBERT STEINKRÜGER JG. 1883 IM WIDERSTAND VERHAFTET 'VORBEREITUNG ZUM HOCHVERRAT' 'WEHRKRAFTZERSETZUNG' GEFÄNGNIS BIELEFELD TOT 24.2.1945 BEI BOMBENANGRIFF                   | |
| Johannisstraße 23                      | Pauline Grünewald             |                                                  | HIER WOHNTE PAULINE GRÜNEWALD GEB. LÖWENSTEIN JG. 1864 DEPORTIERT 1942 THERESIENSTADT TREBLINKA ERMORDET 23.9.1942                                                                        | |
| Johannisstraße 23                      | Johanna Lohn                  |                                                  | HIER WOHNTE JOHANNA LOHN JG. 1878 DEPORTIERT 1942 THERESIENSTADT 1944 AUSCHWITZ ERMORDET                                                                                                  | |
| Jöllenbecker Straße 51                 | Paula Seligmann               | Stolpersteine Jöllenbecker Straße 51 Bielefeld   | HIER WOHNTE PAULA SELIGMANN GEB. GREVE JG. 1893 DEPORTIERT 1942 THERESIENSTADT AUSCHWITZ ERMORDET                                                                                         | |
| Jöllenbecker Straße 51                 | Otto Seligmann                | Stolpersteine Jöllenbecker Straße 51 Bielefeld   | HIER WOHNTE OTTO SELIGMANN JG. 1883 DEPORTIERT 1942 THERESIENSTADT AUSCHWITZ ERMORDET | |
| Jungbrunnenweg 20                      | Paul Hülsmann                 | Stolpersteine Jungbrunnenweg 20 Bielefeld        | HIER WOHNTE PAUL HÜLSMANN JG. 1897 VERHAFTET 1944 'HOCHVERRAT' ZUCHTHAUS BRANDENBURG TOT AN HAFTFOLGEN 3.7.1945                                                                           | |
| Kammerratsheide 16                     | Gustav Milse                  |                                                  | HIER WOHNTE GUSTAV MILSE JG. 1885 VERHAFTET 'HOCHVERRAT' HINGERICHTET 22.9.1944 ZUCHTHAUS DORTMUND                                                                                        | |
| Karl-Eilers-Straße 11                  | Karl Heumann                  | Stolpersteine Karl-Eilers-Straße 11 Bielefeld    | HIER WOHNTE KARL HEUMANN JG. 1898 DEPORTIERT 1943 THERESIENSTADT 1944 AUSCHWITZ ERMORDET                                                                                                  | |
| Karl-Eilers-Straße 11                  | Johanna Heumann               | Stolpersteine Karl-Eilers-Straße 11 Bielefeld    | HIER WOHNTE JOHANNA HEUMANN GEB. FALKENSTEIN JG. 1902 DEPORTIERT 1943 THERESIENSTADT 1944 AUSCHWITZ ERMORDET 1944                                                                         | |
| Karl-Eilers-Straße 11                  | Margot Heumann                | Stolpersteine Karl-Eilers-Straße 11 Bielefeld    | HIER WOHNTE MARGOT HEUMANN JG. 1928 DEPORTIERT 1943 THERESIENSTADT 1944 AUSCHWITZ ZWANGSARBEIT HAMBURG BERGEN-BELSEN BEFREIT                                                              | |
| Karl-Eilers-Straße 11                  | Lore Heumann                  | Stolpersteine Karl-Eilers-Straße 11 Bielefeld    | HIER WOHNTE LORE HEUMANN JG. 1931 DEPORTIERT 1943 THERESIENSTADT 1944 AUSCHWITZ ERMORDET 1944 STUTTHOF                                                                                    | |
| Karl-Eilers-Straße 11                  | Dr. Fritz Cosmann             | Stolpersteine Karl-Eilers-Straße 11a Bielefeld   | HIER WOHNTE DR. FRITZ COSMANN JG. 1881 GEDEMÜTIGT / ENTRECHTET TOT 17. OKT. 1937 | |
| Karl-Eilers-Straße 11                  | Thekla Cosmann                | Stolpersteine Karl-Eilers-Straße 11a Bielefeld   | HIER WOHNTE THEKLA COSMANN GEB. ISACSON JG. 1890 FLUCHT 1939 HOLLAND ENGLAND | |
| Karl-Eilers-Straße 11                  | Ernst Cosmann                 | Stolpersteine Karl-Eilers-Straße 11a Bielefeld   | HIER WOHNTE ERNST COSMANN JG. 1920 FLUCHT 1938 HOLLAND INTERNIERT 1942 WESTERBORK DEPORTIERT 1943 AUSCHWITZ ERMORDET 17.1.1944                                                            | |
| Karl-Eilers-Straße 11                  | Werner Cosmann                | Stolpersteine Karl-Eilers-Straße 11a Bielefeld   | HIER WOHNTE WERNER COSMANN DAVID KEREN JG. 1922 FLUCHT 1938 PALÄSTINA | |
| Karl-Eilers-Straße 11                  | Heinz Cosmann                 | Stolpersteine Karl-Eilers-Straße 11a Bielefeld   | HIER WOHNTE HEINZ COSMANN ABRAHAM KEREN JG. 1924 FLUCHT 1939 HOLLAND AB 1942 VERSTECKT GELEBT BEFREIT 1945 PALÄSTINA                                                                      | |
| Karl-Siebold-Weg 3                     | Hermann Federmann             | Stolperstein Karl-Siebold-Weg 3 Bielefeld        | HIER LEBTE HERMANN FEDERMANN JG. 1930 EINGEWIESEN 1938 HEILANSTALT LANGENHAGEN HEILANSTALT BETHEL 'VERLEGT' 27.9.1940 HEILANSTALT WUNSTORF ERMORDET 1940                                  | |
| Karl-Siebold-Weg 9                     | Margot Hermine Reuter         | Stolperstein Karl-Siebold-Weg 9 Bielefeld        | HIER LEBTE MARGOT HERMINE REUTER GEB. BRANDY JG. 1887 EINGEWIESEN 1936 HEILANSTALT BETHEL 'VERLEGT' 1940 HEILANSTALT WUNSTORF ERMORDET 1940                                               | |
| Karolinenstraße 14                     | Fritz Bockhorst               | Stolperstein Karolinenstraße 14 Bielefeld        | HIER WOHNTE FRITZ BOCKHORST JG. 1901 GESTAPOHAFT FLUCHT IN DEN TOD 20.6.1944 | |
| Kavalleriestraße 14                    | Therese Meyer                 | Stolperstein Kavalleriestraße 14 Bielefeld       | HIER WOHNTE THERESE MEYER GEB. MELCHIOR JG. 1890 DEPORTIERT 1943 THERESIENSTADT 1944 AUSCHWITZ ERMORDET                                                                                   | |
| Kavalleriestraße 14                    | Dr. Gustav Meyer              | Stolperstein Kavalleriestraße 14 Bielefeld       | HIER WOHNTE DR. GUSTAV MEYER JG. 1884 DEPORTIERT 1943 THERESIENSTADT TOT 15.5.1944 | |
| Kavalleriestraße 14                    | Rudolf Meyer                  | Stolperstein Kavalleriestraße 14 Bielefeld       | HIER WOHNTE RUDOLF MEYER JG. 1917 FLUCHT 1939 ENGLAND | |
| Kavalleriestraße 14                    | Dr. Alfred Meyer              | Stolperstein Kavalleriestraße 14 Bielefeld       | HIER WOHNTE DR. ALFRED MEYER JG. 1920 FLUCHT 1939 USA | |
| Kavalleriestraße 14                    | Dr. Hajo G. Meyer             | Stolperstein Kavalleriestraße 14 Bielefeld       | HIER WOHNTE DR. HAJO G. MEYER JG. 1924 FLUCHT 1939 HOLLAND INTERNIERT WESTERBORK DEPORTIERT 1944 AUSCHWITZ BEFREIT                                                                        | |
| Kavalleriestraße 20                    | Beata Clara Schürmann         | Stolperstein Kavalleriestraße 20 Bielefeld       | HIER WOHNTE BEATA CLARA SCHÜRMANN GEB. GOLDSTEIN JG. 1882 DEPORTIERT 1941 RIGA ERMORDET                                                                                                   | |
| Kavalleriestraße 20                    | Gisela Schürmann              | Stolperstein Kavalleriestraße 20 Bielefeld       | HIER WOHNTE GISELA SCHÜRMANN VERH. JEHUDITH GROSSMANN JG. 1921 FLUCHT 1938 HOLLAND 1939 PALÄSTINA                                                                                         | |
| Kavalleriestraße 20                    | Hans-Peter Schürmann          | Stolperstein Kavalleriestraße 20 Bielefeld       | HIER WOHNTE HANS-PETER SCHÜRMANN JG. 1914 FLUCHT 1938 HOLLAND INTERNIERT 1943 WESTERBORK DEPORTIERT 1943 AUSCHWITZ                                                                        | |
| Kiskerstraße 5                         | Meta Holländer                | Stolpersteine Kiskerstraße 5 Bielefeld           | HIER WOHNTE META HOLLÄNDER GEB. KATZ JG. 1872 FLUCHT 1939 HOLLAND INTERNIERT 1943 VUGHT WESTERBORK DEPORTIERT 1943 SOBIBOR ERMORDET                                                       | |
| Kiskerstraße 5                         | Max Holländer                 | Stolpersteine Kiskerstraße 5 Bielefeld           | HIER WOHNTE MAX HOLLÄNDER JG. 1877 'SCHUTZHAFT' 1938 BUCHENWALD FLUCHT 1939 HOLLAND INTERNIERT 1943 VUGHT WESTERBORK DEPORTIERT SOBIBOR ERMORDET 14.05.1943                               | |
| Kiskerstraße 5                         | Gustav Bornheim               | Stolpersteine Kiskerstraße 5 Bielefeld           | HIER WOHNTE GUSTAV BORNHEIM JG. 1870 DEPORTIERT 1942 THERESIENSTADT ERMORDET 23.12.1942                                                                                                   | |
| Kiskerstraße 5                         | Bertha Bornheim               | Stolpersteine Kiskerstraße 5 Bielefeld           | HIER WOHNTE BERTHA BORNHEIM JG. 1877 DEPORTIERT 1942 THERESIENSTADT BEFREIT | |
| Krackser Straße 203                    | Erna Kronshage                |                                                  | HIER WOHNTE ERNA KRONSHAGE JG. 1922 EINGEWIESEN 1942 HEILANSTALT GÜTERSLOH 1943 ZWANGSSTERILISIERT VERLEGT 1943 HEILANSTALT TIEGENHOF ERMORDET 20.2.1944                                  | Stein liegt nicht vor dem Gebäude Krackser Straße 203, sondern versetzt am Bahnübergang. Es steht kein Gebäude am Ort. - Geburtshaus hat die heutige Postanschrift: Verler Straße 76 - Der fehlerhafte Eintrag zum Verlegungsdatum wurde durch einen neuen Stein korrigiert! |
| Kreuzstraße 1                          | Josefa Metz                   |                                                  | HIER WOHNTE JOSEFA METZ JG. 1871 DEPORTIERT 1942 THERESIENSTADT ERMORDET 19.2.1942 | Der Stein liegt vor dem Haus Kreuzstraße 1; hier war ehemals die Anschrift Detmolder Straße 4. |
| Kreuzstraße 1                          | Hans Metz                     |                                                  | HIER WOHNTE HANS METZ JG. 1876 DEPORTIERT 1943 THERESIENSTADT TOT 12.8.1943 | Der Stein liegt vor dem Haus Kreuzstraße 1; hier war ehemals die Anschrift Detmolder Straße 4. |
| Küglerstraße 16                        | Käthe Löwenthal               | Stolpersteine Kügeler Str. 16 Bielefeld          | HIER WOHNTE KÄTHE LÖWENTHAL JG.1923 KINDERTRANSPORT 1938 ENGLAND | |
| Küglerstraße 16                        | Selma Löwenthal               | Stolpersteine Kügeler Str. 16 Bielefeld          | HIER WOHNTE SELMA LÖWENTHAL GEB. SCHÖNFELD JG.1893 DEPORTIERT 1941 RIGA ERMORDET | |
| Küglerstraße 16                        | Lisa Löwenthal                | Stolpersteine Kügeler Straße 16 Bielefeld        | HIER WOHNTE LISA LÖWENTHAL JG.1922 KINDERTRANSPORT 1938 ENGLAND | |
| Küglerstraße 16                        | Paul Löwenthal                | Stolpersteine Kügeler Straße 16 Bielefeld        | HIER WOHNTE PAUL LÖWENTHAL JG.1890 DEPORTIERT 1941 RIGA ERMORDET | |
| Küglerstraße 16                        | Anna Löwenthal                | Stolpersteine Kügeler Straße 16 Bielefeld        | HIER WOHNTE ANNA LÖWENTHAL JG.1921 KINDERTRANSPORT 1939 ENGLAND | |
| Kusenweg 45                            | Adolf Kampmeier               | Stolperstein Kusenweg 45 Bielefeld               | HIER WOHNTE ADOLF KAMPMEIER JG. 1886 VERHAFTET 1943 'VORBEREITUNG ZUM HOCHVERRAT' 'WEHRKRAFTZERSETZUNG' ERMORDET 12.3.1944 ZUCHTHAUS HAMELN                                               | |
| Kusenweg 58                            | Frieda Horstbrink             | Stolpersteine Kusenweg 58 Bielefeld              | HIER WOHNTE FRIEDA HORSTBRINK GEB. PLAUEL JG. 1896 VERHAFTET 'HOCHVERRAT' HINGERICHTET 1.11.1943 BERLIN-PLÖTZENSEE                                                                        | Die Stolpersteine liegen an der Bushaltestelle Kusenweg / Ecke Niewaldstr. |
| Kusenweg 58                            | Gustav Horstbrink             | Stolpersteine Kusenweg 58 Bielefeld              | HIER WOHNTE GUSTAV HORSTBRINK JG. 1889 VERHAFTET 'HOCHVERRAT' HINGERICHTET 1.11.1943 BERLIN-PLÖTZENSEE                                                                                    | Die Stolpersteine liegen an der Bushaltestelle Kusenweg / Ecke Niewaldstr. |
| Kusenweg 165                           | August Beckmann               | Stolpersteine Kusenweg 165 Bielefeld             | HIER WOHNTE AUGUST BECKMANN JG. 1890 VERHAFTET 'HOCHVERRAT' HINGERICHTET 1.11.1943 BERLIN-PLÖTZENSEE                                                                                      | Die Stolpersteine liegen an der Bushaltestelle Kusenweg / Ecke Niewaldstr. |
| Kusenweg 165                           | Lina Beckmann                 | Stolpersteine Kusenweg 165 Bielefeld             | HIER WOHNTE LINA BECKMANN GEB. SPRICK JG. 1894 VERHAFTET 'HOCHVERRAT' HINGERICHTET 2.11.1943 ZUCHTHAUS BRANDENBURG                                                                        | Die Stolpersteine liegen an der Bushaltestelle Kusenweg / Ecke Niewaldstr. |
| Laerstraße 9                           | Herbert Goldschmidt           | Stolpersteine Laerstraße 9 Bielefeld             | HIER WOHNTE HERBERT GOLDSCHMIDT JG. 1899 FLUCHT 1939 USA | |
| Laerstraße 9                           | Werner Rappoport              | Stolpersteine Laerstraße 9 Bielefeld             | HIER WOHNTE WERNER RAPPOPORT JG. 1904 FLUCHT 1939 ENGLAND | |
| Laerstraße 9                           | Auguste Goldschmidt           | Stolpersteine Laerstraße 9 Bielefeld             | HIER WOHNTE AUGUSTE GOLDSCHMIDT JG. 1866 DEPORTIERT 1942 THERESIENSTADT ERMORDET | |
| Laerstraße 9                           | Martha Leffmann               | Stolpersteine Laerstraße 9a Bielefeld            | HIER WOHNTE MARTHA LEFFMANN GEB. STERN JG. 1899 DEPORTIERT 1942 THERESIENSTADT 1944 AUSCHWITZ ERMORDET                                                                                    | |
| Laerstraße 9                           | Hugo Leffmann                 | Stolpersteine Laerstraße 9a Bielefeld            | HIER WOHNTE HUGO LEFFMANN JG. 1874 DEPORTIERT 1942 THERESIENSTADT 1944 AUSCHWITZ ERMORDET                                                                                                 | |
| Laerstraße 12                          | Johanna Dreyer                | Stolpersteine Laerstraße 12 Bielefeld            | HIER WOHNTE JOHANNA DREYER GEB. HAMMERSCHLAG JG. 1869 DEPORTIERT 1942 THERESIENSTADT 1942 TREBLINKA ERMORDET                                                                              | |
| Laerstraße 12                          | Leo Sondermann                | Stolpersteine Laerstraße 12 Bielefeld            | HIER WOHNTE LEO SONDERMANN JG. 1879 DEPORTIERT 1941 RIGA ERMORDET | |
| Laerstraße 12                          | Meta Goldstein                | Stolpersteine Laerstraße 12 Bielefeld            | HIER WOHNTE META GOLDSTEIN JG. 1883 DEPORTIERT 1941 RIGA ERMORDET | |
| Laerstraße 12                          | Herta Goldstein               | Stolpersteine Laerstraße 12 Bielefeld            | HIER WOHNTE HERTA GOLDSTEIN JG. 1888 DEPORTIERT 1941 RIGA ERMORDET | |
| Lessingstraße 26                       | Julius Mosberg                | Stolperstein Lessingstraße 26 Bielefeld          | HIER WOHNTE JULIUS MOSBERG JG. 1868 DEPORTIERT 1942 THERESIENSTADT ERMORDET 7.6.1943 | |
| Lessingstraße 26                       | Johanne Mosberg               | Stolperstein Lessingstraße 26 Bielefeld          | HIER WOHNTE JOHANNE MOSBERG GEB. ROSENBERG JG. 1876 DEPORTIERT 1942 THERESIENSTADT ERMORDET 27.3.1943                                                                                     | |
| Lessingstraße 27                       | Elfriede Goldmann             |                                                  | HIER WOHNTE ELFRIEDE GOLDMANN GEB. HECHT JG. 1892 FLUCHT 1939 SCHWEDEN | |
| Lessingstraße 27                       | Heinz Goldmann                |                                                  | HIER WOHNTE HEINZ GOLDMANN JG. 1919 FLUCHT 1939 SCHWEDEN | |
| Lessingstraße 27                       | Sidney Goldmann               |                                                  | HIER WOHNTE SIDNEY GOLDMANN JG. 1888 'SCHUTZHAFT' 1938 BUCHENWALD FLUCHT 1939 SCHWEDEN | |
| Lessingstraße 27                       | Walter A. Goldmann            |                                                  | HIER WOHNTE WALTER A. GOLDMANN JG. 1923 FLUCHT 1939 SCHWEDEN | |
| Mauerstraße 13                         | Johann Zapatilek              | Stolperstein Mauerstraße 13 Bielefeld            | HIER WOHNTE JOHANN ZAPATILEK JG. 1896 VERHAFTET 1944 'RUNDFUNKVERBRECHEN' GEFÄNGNIS BIELEFELD TOD BEI BOMBARDIERUNG 24.2.1945                                                             | |
| Meller Straße 11                       | Emil Möller                   | Stolperstein Meller Straße 11 Bielefeld          | HIER WOHNTE EMIL MÖLLER JG. 1887 IM WIDERSTAND VERHAFTET 'VORBEREITUNG ZUM HOCHVERRAT' GEFÄNGNIS BIELEFELD TOT 24.2.1945 BEI BOMBENANGRIFF                                                | |
| Meller Straße 27                       | Otto Giesselmann              | Stolperstein Meller Straße 27 Bielefeld          | HIER WOHNTE OTTO GIESSELMANN JG. 1904 VERHAFTET 'HOCHVERRAT' HINGERICHTET 22.9.1944 ZUCHTHAUS DORTMUND                                                                                    | |
| Mozartstraße 3                         | Edith Worms                   | Stolperstein Mozartstraße 3 Bielefeld            | HIER WOHNTE EDITH WORMS GEB. BORNHEIM JG. 1906 FLUCHT 1937 ENGLAND | |
| Mozartstraße 3                         | Dr. Alfred Worms              | Stolperstein Mozartstraße 3 Bielefeld            | HIER WOHNTE DR. ALFRED WORMS JG. 1897 FLUCHT 1937 ENGLAND | |
| Mozartstraße 3                         | Klaus-Günther Worms           | Stolperstein Mozartstraße 3 Bielefeld            | HIER WOHNTE KLAUS-GÜNTHER WORMS JG. 1928 FLUCHT 1937 ENGLAND | |
| Mozartstraße 3                         | Bert Helmut Worms             | Stolperstein Mozartstraße 3 Bielefeld            | HIER WOHNTE BERT HELMUT WORMS JG. 1930 FLUCHT 1937 ENGLAND | |
| Mühlenstraße 1                         | Gustav Rauhe                  | Stolperstein Mühlenstr 1 Bielefeld               | HIER WOHNTE GUSTAV RAUHE JG. 1898 IM WIDERSTAND VERHAFTET 'SCHUTZHAFT' 1938 SACHSENHAUSEN ERMORDET 14.12.1940 WEWELSBURG                                                                  | |
| Mühlenstraße 7                         | Leo Grünewald                 | Stolperstein Mühlenstr 7 Bielefeld               | HIER WOHNTE LEO GRÜNEWALD JG. 1921 DEPORTIERT ERMORDET IN AUSCHWITZ | |
| Mühlenstraße 7                         | Selma Grünewald               | Stolperstein Mühlenstr 7 Bielefeld               | HIER WOHNTE SELMA GRÜNEWALD GEB. WOLFF JG. 1890 DEPORTIERT ERMORDET IN AUSCHWITZ | |
| Mühlenstraße 7                         | Margot Grünewald              | Stolperstein Mühlenstr 7 Bielefeld               | HIER WOHNTE MARGOT GRÜNEWALD JG. 1926 DEPORTIERT ERMORDET IN AUSCHWITZ | |
| Mühlenstraße 7                         | Rosa Heymann                  | Stolperstein Mühlenstr 7 Bielefeld               | HIER WOHNTE ROSA HEYMANN GEB. WOLFF JG. 1891 DEPORTIERT 1941 RIGA ERMORDET 13.12.1941 | |
| Mühlenstraße 42                        | Benni Davidsohn               | Stolperstein Mühlenstr 42 Bielefeld              | HIER WOHNTE BENNI DAVIDSOHN JG. 1910 DEPORTIERT 1941 RIGA ERMORDET IN RIGA - SALASPILS | |
| Mühlenstraße 42                        | Erna Davidsohn                | Stolperstein Mühlenstr 42 Bielefeld              | HIER WOHNTE ERNA DAVIDSOHN GEB. GOLDSCHMIDT JG. 1913 DEPORTIERT 1941 RIGA ERMORDET | |
| Mühlenstraße 42                        | Vera Davidsohn                | Stolperstein Mühlenstr 42 Bielefeld              | HIER WOHNTE VERA DAVIDSOHN JG. 1938 DEPORTIERT 1941 RIGA ERMORDET | |
| Oberntorwall 2                         | Alfred Feldheim               |                                                  | HIER WOHNTE ALFRED FELDHEIM JG. 1898 DEPORTIERT 1943 ERMORDET IN AUSCHWITZ | |
| Oberntorwall 2                         | Eva Feldheim                  |                                                  | HIER WOHNTE EVA FELDHEIM JG. 1931 DEPORTIERT 1943 ERMORDET IN AUSCHWITZ | |
| Oberntorwall 2                         | Ruth Feldheim                 |                                                  | HIER WOHNTE RUTH FELDHEIM JG. 1932 DEPORTIERT 1943 AUSCHWITZ ERMORDET 6.9.1943 | |
| Oberntorwall 2                         | Lina Feldheim                 |                                                  | HIER WOHNTE LINA FELDHEIM GEB. KATZENSTEIN JG. 1899 DEPORTIERT 1943 ERMORDET IN AUSCHWITZ                                                                                                 | |
| Oelmühlenstraße 15                     | Karl Twesmann                 | Stolperstein Oelmühlenstraße 15 Bielefeld        | HIER WOHNTE KARL TWESMANN JG. 1881 IM WIDERSTAND VERHAFTET 8.5.1944 'VORBEREITUNG HOCHVERRAT' GESTAPOHAFT BIELEFELD TOD 25. JUNI 1944 UMSTÄNDE NIE GEKLÄRT                                | |
| Oelmühlenstraße 105                    | Eduard Gaus                   | Stolperstein Oelmühlenstraße 105 Bielefeld       | HIER WOHNTE EDUARD GAUS JG. 1888 VERURTEILT WEGEN 'HOCHVERRAT' ZUCHTHAUS WERL TOT AN HAFTFOLGEN 21.3.1945                                                                                 | |
| Oerlinghauser Straße 6                 | Karl Spreen                   | Stolperstein Oerlinghauser Straße 6 Bielefeld    | HIER WOHNTE KARL SPREEN JG. 1896 VERHAFTET 10.8.1943 'WEHRKRAFTZERSETZUNG' 'HOCHVERRAT' GEFÄNGNIS BIELEFELD 1944 ZUCHTHAUS BRANDENBURG HINGERICHTET 30.5.1944                             | |
| Oldentruper Straße 34                  | Hildefard Fasse               | Stolperstein Oldentruper Str. 34 Bielefeld       | HIER WOHNTE HILDEGARD FASSE GEB. SIEVERT JG. 1906 SEIT 1938 IN HEILANSTALTEN ZWANGSSTERILISIERT 1942 'VERLEGT' 12.11.1943 HEILANSTALT MESERITZ - OBRAWALDE ERMORDET 17.11.1943            | |
| Ortschmiedeweg 33                      | Heinrich Homann               | Stolperstein Ortschmiedeweg 33 Bielefeld         | HIER WOHNTE HEINRICH HOMANN JG. 1900 VERHAFTET 'WEHRKRAFTZERSETZUNG' HINGERICHTET 4.1.1944                                                                                                | |
| Ortschmiedeweg 33                      | Frieda Homann                 | Stolperstein Ortschmiedeweg 33 Bielefeld         | HIER WOHNTE FRIEDA HOMANN GEB. REINECKE JG. 1903 VERHAFTET 'WEHRKRAFTZERSETZUNG' HINGERICHTET 4.1.1944                                                                                    | |
| Paracelsusweg 13                       | Reinhard Beyth                | Stolperstein Paracelsusweg 13 Bielefeld          | HIER LEBTE REINHARD BEYTH JG. 1923 EINGEWIESEN 1934 ANSTALT BETHEL 'VERLEGT' 27.9.1940 BRANDENBURG ERMORDET 27.09.1940 SONDERAKTION INNERHALB 'AKTION T4'                                 | |
| Paulusstraße 28                        | Robert Stern                  | Stolperstein Paulusstraße 28 Bielefeld           | HIER WOHNTE ROBERT STERN JG. 1864 FLUCHT 1939 USA | |
| Paulusstraße 28                        | Paula Stern                   | Stolperstein Paulusstraße 28 Bielefeld           | HIER WOHNTE PAULA STERN GEB. ISAAK JG. 1869 FLUCHT 1939 USA | |
| Prinzenstraße 10                       | Alex Hecht                    | Stolperstein Prinzenstraße 10 Bielefeld          | HIER WOHNTE ALEX HECHT JG. 1881 FLUCHT 1938 HOLLAND INTERNIERT 1943 WESTERBORK DEPORTIERT AUSCHWITZ ERMORDET 17.9.1943                                                                    | |
| Prinzenstraße 10                       | Fanny Hecht                   | Stolperstein Prinzenstraße 10 Bielefeld          | HIER WOHNTE FANNY HECHT GEB. BODENHEIMER JG. 1889 FLUCHT 1938 HOLLAND INTERNIERT 1943 WESTERBORK DEPORTIERT AUSCHWITZ ERMORDET 17.9.1943                                                  | |
| Prinzenstraße 10                       | Ernst Hecht                   | Stolperstein Prinzenstraße 10 Bielefeld          | HIER WOHNTE ERNST HECHT JG. 1926 FLUCHT 1938 HOLLAND INTERNIERT 1943 WESTERBORK DEPORTIERT SOBIBOR ERMORDET 9.7.1943                                                                      | |
| Prinzenstraße 10                       | Fritz Hecht                   | Stolperstein Prinzenstraße 10 Bielefeld          | HIER WOHNTE FRITZ HECHT JG. 1921 FLUCHT 1936 HOLLAND INTERNIERT 1942 WESTERBORK DEPORTIERT 1943 AUSCHWITZ ERMORDET 18.1.1945                                                              | |
| Rathausstraße 1                        | Julius Hesse                  |                                                  | HIER WOHNTE JULIUS HESSE JG. 1875 DEPORTIERT 1943 THERESIENSTADT ERMORDET 6.3.1944 AUSCHWITZ                                                                                              | |
| Rathausstraße 1                        | Jenni Hesse                   |                                                  | HIER WOHNTE JENNI HESSE GEB. SIEGER JG. 1882 DEPORTIERT 1943 THERESIENSTADT ERMORDET IN AUSCHWITZ                                                                                         | |
| Regerstraße 4                          | Eduard Wertheimer             | Stolperstein Regerstraße 4 Bielefeld             | HIER WOHNTE EDUARD WERTHEIMER JG. 1867 VOR DEPORTATION FLUCHT IN DEN TOD 21.7.1942 | |
| Remterweg 69–71                        | Dr. Heinrich Jansen           | Stolperstein Remterweg 69–71 Bielefeld           | HIER LEBTE DR. HEINRICH JANSEN JG. 1895 EINGEWIESEN 1932 ANSTALT BETHEL 'VERLEGT' 27.9.1940 BRANDENBURG ERMORDET 27.9.1940 SONDERAKTION INNERHALB 'AKTION T4'                             | |
| Renteistraße 28                        | Fritz Katzenstein             | Stolperstein Renteistraße 28 Bielefeld           | HIER WOHNTE FRITZ KATZENSTEIN JG. 1879 GEDEMÜTIGT / ENTRECHTET TOT 10.9.1933 TODESURSACHE NIE GEKLÄRT                                                                                     | |
| Ritterstraße / Notpfortenstraße        | Thekla Lieber                 |                                                  | HIER WOHNTE THEKLA LIEBER GEB. HEINE JG. 1882 DEPORTIERT 1942 ERMORDET IN AUSCHWITZ | |
| Ritterstraße / Notpfortenstraße        | Toni Lieber                   |                                                  | HIER WOHNTE TONI LIEBER JG. 1888 DEPORTIERT 1942 ERMORDET IN AUSCHWITZ | |
| Rolandstraße 28                        | Heinrich Heibrock             | Stolperstein Rolandstraße 28 Bielefeld           | HIER WOHNTE HEINRICH HEIBROCK JG. 1883 IM WIDERSTAND VERHAFTET 'RUNDFUNKVERBRECHEN' GEFÄNGNIS BOCHUM TOT AN HAFTFOLGEN 17.8.1942                                                          | |
| Salzufler Straße 71                    | Gustav Doerth                 | Stolperstein Salzufler Straße 71 Bielefeld       | HIER WOHNTE GUSTAV DOERTH JG. 1894 VERHAFTET 1945 'VORBEREITUNG ZUM HOCHVERRAT' 'WEHRKRAFTZERSETZUNG' HAFTANSTALT BIELEFELD TOT 24.2.1945 DURCH BOMBENANGRIFF                             | |
| Schildescher Straße 28                 | Sally Wallach                 | Stolpersteine Schildescher Str. 28 Bielefeld     | HIER WOHNTE SALLY WALLACH JG. 1884 DEPORTIERT 1941 RIGA ERMORDET | |
| Schildescher Straße 28                 | Thekla Wallach                | Stolpersteine Schildescher Str. 28 Bielefeld     | HIER WOHNTE THEKLA WALLACH GEB. SELIGMANN JG. 1883 DEPORTIERT 1941 RIGA ERMORDET | |
| Schildescher Straße 87                 | Salomon Alfred Zander         | Stolpersteine Schildescher Str. 87 Bielefeld     | HIER WOHNTE SALOMON ALFRED ZANDER JG. 1886 DEPORTIERT 1941 RIGA ERMORDET | Der Stolperstein liegt an der Nachtbushaltestelle Johannesstift/Miele unweit des Hauses Schildescher Str. 87 |
| Schildescher Straße 87                 | Flora Zander                  | Stolpersteine Schildescher Str. 87 Bielefeld     | HIER WOHNTE FLORA ZANDER GEB. HEISER JG. 1881 DEPORTIERT 1941 RIGA ERMORDET | Der Stolperstein liegt an der Nachtbushaltestelle Johannesstift/Miele unweit des Hauses Schildescher Str. 87 |
| Schloßhofstraße 73a                    | Julius Berghausen             | Stolpersteine Schloßhofstr. 73a Bielefeld        | HIER INTERNIERT JULIUS BERGHAUSEN JG. 1908 'SCHUTZHAFT' 1938 BUCHENWALD DEPORTIERT 1943 ERMORDET IN AUSCHWITZ                                                                             | |
| Schloßhofstraße 73a                    | Ursula Berghausen             | Stolpersteine Schloßhofstr. 73a Bielefeld        | HIER INTERNIERT URSULA BERGHAUSEN GEB. ARDEL JG. 1918 DEPORTIERT 1943 ERMORDET IN AUSCHWITZ                                                                                               | |
| Schloßhofstraße 73a                    | Tana Berghausen               | Stolpersteine Schloßhofstr. 73a Bielefeld        | HIER INTERNIERT TANA BERGHAUSEN JG. 1942 DEPORTIERT 1943 ERMORDET IN AUSCHWITZ | |
| Schloßhofstraße 187                    | Otto Appelfelder              |                                                  | HIER WOHNTE OTTO APPELFELDER JG. 1901 AB 1933 MEHRMALS VERHAFTET 'HOCHVERRAT' HINGERICHTET 15.9.1944                                                                                      | |
| Schneidemühler Straße 1a               | Friedrich Beckstette          | Stolperstein Schneidemühler Straße 1a Bielefeld  | HIER WOHNTE FRIEDRICH BECKSTETTE JG. 1899 VERHAFTET 1936 'VORBEREITUNG ZUM HOCHVERRAT' GESTAPOHAFT BIELEFELD NACH 9 MON. ENTLASSEN FLUCHT IN DEN TOD 8.7.1937                             | |
| Schulstraße 77–79                      | Robert Weiss                  | Stolperstein Schulstraße 77-79 Bielefeld         | ROBERT WEISS JG. 1897 DEPORTIERT KZ BERGEN-BELSEN ERMORDET 1945 | |
| Schulstraße 77–79                      | Bertha Stein                  | Stolperstein Schulstraße 77-79 Bielefeld         | BERTHA STEIN JG. 1897 DEPORTIERT AUSCHWITZ ERMORDET 1944 | |
| Schulstraße 77–79                      | Friedrich Stein               | Stolperstein Schulstraße 77-79 Bielefeld         | FRIEDRICH STEIN JG. 1922 DEPORTIERT AUSCHWITZ ERMORDET 27.4.1944 | |
| Schulstraße 77–79                      | Emil Stein                    | Stolperstein Schulstraße 77-79 Bielefeld         | EMIL STEIN JG. 1924 DEPORTIERT AUSCHWITZ ERMORDET 16.8.1944 | |
| Schulstraße 77–79                      | Dorothea Stein                | Stolperstein Schulstraße 77-79 Bielefeld         | DOROTHEA STEIN VERH. HARTMANN JG. 1925 DEPORTIERT AUSCHWITZ BEFREIT | |
| Schulstraße 77–79                      | Engelhard Stein               | Stolperstein Schulstraße 77-79 Bielefeld         | ENGELHARD STEIN JG. 1928 DEPORTIERT AUSCHWITZ ERMORDET | |
| Schulstraße 77–79                      | Erwin Stein                   | Stolperstein Schulstraße 77-79 Bielefeld         | ERWIN STEIN JG. 1929 DEPORTIERT AUSCHWITZ ERMORDET | |
| Schulstraße 77–79                      | Adalbert Weiss                | Stolperstein Schulstraße 77-79 Bielefeld         | ADALBERT WEISS JG. 1910 DEPORTIERT AUSCHWITZ BEFREIT | |
| Schulstraße 77–79                      | Emma Stein                    | Stolperstein Schulstraße 77-79 Bielefeld         | EMMA STEIN JG. 1919 DEPORTIERT AUSCHWITZ ERMORDET NOV. 1944 | |
| Schulstraße 77–79                      | Wilhelm Stein                 | Stolperstein Schulstraße 77-79 Bielefeld         | WILHELM STEIN JG. 1937 DEPORTIERT AUSCHWITZ ERMORDET JAN. 1945 | |
| Schulstraße 77–79                      | Hansi Stein                   | Stolperstein Schulstraße 77-79 Bielefeld         | HANSI STEIN JG. 1938 DEPORTIERT AUSCHWITZ ERMORDET 1944 | |
| Schulstraße 77–79                      | Robert Stein                  | Stolperstein Schulstraße 77-79 Bielefeld         | ROBERT STEIN JG. 1940 DEPORTIERT AUSCHWITZ ERMORDET 4.4.1943 | |
| Schulstraße 77–79                      | Adolf Wagner                  | Stolperstein Schulstraße 77-79 Bielefeld         | ADOLF WAGNER JG. 1919 DEPORTIERT AUSCHWITZ ERMORDET 23.1.1944 | |
| Schulstraße 77–79                      | Frieda Stein                  | Stolperstein Schulstraße 77-79 Bielefeld         | FRIEDA STEIN JG. 1918 DEPORTIERT AUSCHWITZ ERMORDET 6.6.1943 | |
| Schulstraße 77–79                      | Else Stein                    | Stolperstein Schulstraße 77-79 Bielefeld         | ELSE STEIN JG. 1935 DEPORTIERT AUSCHWITZ ERMORDET | |
| Schulstraße 77–79                      | Paul Stein                    | Stolperstein Schulstraße 77-79 Bielefeld         | PAUL STEIN JG. 1939 DEPORTIERT AUSCHWITZ ERMORDET 15.7.1943 | |
| Schulstraße 77–79                      | Gisela Stein                  | Stolperstein Schulstraße 77-79 Bielefeld         | GISELA STEIN JG. 1942 DEPORTIERT AUSCHWITZ ERMORDET 12.4.1943 | |
| Siechenmarschstraße 16                 | Ferdinand Willeke             | Stolperstein Siechenmarschstraße 16 Bielefeld    | HIER WOHNTE FERDINAND WILLEKE JG. 1896 IM WIDERSTAND VERHAFTET 'STAATSFEINDLICHE ÄUSSERUNGEN' HAFTANSTALT KALISCH / WARTHEGAU SCHICKSAL UNBEKANNT                                         | |
| Soltkamp 3                             | Friedrich Wilhelm Petzold     | Stolperstein Soltkamp 3 Bielefeld                | HIER WOHNTE FRIEDRICH WILHELM PETZOLD JG. 1872 IM WIDERSTAND VERHAFTET 'RUNDFUNKVERBRECHEN' GEFÄNGNIS BIELEFELD TOD 24.2.1945 BEIM BOMBENANGRIFF                                          | |
| Stapenhorststraße 35                   | Leibusch Reich                | Stolpersteine Stapenhorststraße 35 Bielefeld     | HIER WOHNTE LEIBUSCH REICH JG. 1865 DEPORTIERT 1942 THERESIENSTADT ERMORDET JAN. 1943 | |
| Stapenhorststraße 35                   | Dora Porta                    | Stolpersteine Stapenhorststraße 35 Bielefeld     | HIER WOHNTE DORA PORTA GEB. REICH JG. 1894 DEPORTIERT 1942 THERESIENSTADT 1942 AUSCHWITZ ERMORDET                                                                                         | |
| Stapenhorststraße 35                   | Marguerite Reich              | Stolpersteine Stapenhorststraße 35 Bielefeld     | HIER WOHNTE MARGUERITE REICH JG. 1898 DEPORTIERT 1942 THERESIENSTADT 1943 AUSCHWITZ ERMORDET                                                                                              | |
| Stapenhorststraße 35                   | Helene Porta                  | Stolpersteine Stapenhorststraße 35 Bielefeld     | HIER WOHNTE HELENE PORTA VERH. MACLEOD JG. 1929 KINDERTRANSPORT 1938 ENGLAND | |
| Turnerstraße 11                        | Siegfried Junkermann          | Stolpersteine Turnerstraße 12 Bielefeld          | HIER WOHNTE SIEGFRIED JUNKERMANN JG. 1872 FLUCHT 1939 ENGLAND | |
| Turnerstraße 11                        | Hans Junkermann               | Stolpersteine Turnerstraße 12 Bielefeld          | HIER WOHNTE HANS JUNKERMANN JG. 1914 FLUCHT 1937 ITALIEN | |
| Turnerstraße 11                        | Kurt Junkermann               | Stolpersteine Turnerstraße 12 Bielefeld          | HIER WOHNTE KURT JUNKERMANN JG. 1911 FLUCHT 1939 ENGLAND | |
| Viktoriastraße 24                      | Marianne Adelheid Katzenstein |                                                  | HIER WOHNTE MARIANNE ADELHEID KATZENSTEIN VERH. BERN JG. 1922 FLUCHT 1939 ENGLAND ÜBERLEBT                                                                                                | |
| Viktoriastraße 24                      | Eva Susanne Katzenstein       |                                                  | HIER WOHNTE EVA SUSANNE KATZENSTEIN VERH. ROBERTS JG. 1925 FLUCHT 1939 ENGLAND ÜBERLEBT                                                                                                   | |
| Viktoriastraße 24                      | Selma Katzenstein             |                                                  | HIER WOHNTE SELMA KATZENSTEIN GEB. ZEHDEN JG. 1882 FLUCHT 1939 ENGLAND ÜBERLEBT | |
| Viktoriastraße 24                      | Moritz Willy Katzenstein      |                                                  | HIER WOHNTE DR. MORITZ WILLY KATZENSTEIN JG.1874 FLUCHT 1939 ENGLAND ÜBERLEBT | |
| Viktoriastraße 48                      | Hanna Bender                  | Stolperstein Viktoriastraße 48 Bielefeld         | HIER WOHNTE HANNA BENDER GEB. JUHL JG. 1913 FLUCHT 1933 HOLLAND FLUCHT IN DEN TOD 3.7.1940                                                                                                | |
| Viktoriastraße 48                      | Mathilde Juhl                 | Stolperstein Viktoriastraße 48 Bielefeld         | HIER WOHNTE MATHILDE JUHL JG. 1910 FLUCHT 1939 HOLLAND FLUCHT IN DEN TOD 3.7.1940 | |
| Viktoriastraße 48                      | Klara Juhl                    | Stolperstein Viktoriastraße 48 Bielefeld         | HIER WOHNTE KLARA JUHL GEB. SELIG JG. 1887 FLUCHT 1939 HOLLAND FLUCHT IN DEN TOD 3.7.1940                                                                                                 | |
| Viktoriastraße 50                      | Gustav Witte                  | Stolperstein Viktoriastraße 50 Bielefeld         | HIER WOHNTE GUSTAV WITTE JG. 1886 IM WIDERSTAND VERHAFTET 'VERGEHEN GEGEN HEIMTÜCKEGESETZ' GEFÄNGNIS BIELEFELD TOT 24.2.1945 BEI BOMBENANGRIFF                                            | |
| Wellensiek 154                         | Rudolf Sauer                  |                                                  | HIER WOHNTE RUDOLF SAUER JG. 1900 VERURTEILT WEGEN 'HOCHVERRAT' HINGERICHTET IN DORTMUND 15.9.1944                                                                                        | |
| Werner-Bock-Straße 13                  | Louis Ostwald                 | Stolperstein Werner-Bock-Straße 13 Bielefeld     | HIER WOHNTE LOUIS OSTWALD JG. 1877 DEPORTIERT 1942 THERESIENSTADT ERMORDET 11.10.1942 | |
| Werner-Bock-Straße 13                  | Elise Ostwald                 | Stolperstein Werner-Bock-Straße 13 Bielefeld     | HIER WOHNTE ELISE OSTWALD GEB. KAHN JG. 1883 DEPORTIERT 1942 THERESIENSTADT 1944 AUSCHWITZ ERMORDET                                                                                       | |
| Werner-Bock-Straße 13                  | Ruth Ostwald                  | Stolperstein Werner-Bock-Straße 13 Bielefeld     | HIER WOHNTE RUTH OSTWALD VERH. BARSFORD JG. 1916 FLUCHT 1939 ENGLAND | |
| Werner-Bock-Straße 13                  | Marga Ostwald                 | Stolperstein Werner-Bock-Straße 13 Bielefeld     | HIER WOHNTE MARGA OSTWALD VERH. GRÜNEWALD JG. 1918 FLUCHT 1939 ENGLAND | |
| Werner-Bock-Straße 13                  | Richard Baer                  | Stolperstein Werner-Bock-Straße 13 Bielefeld     | HIER WOHNTE RICHARD BAER JG. 1900 'SCHUTZHAFT' 1938 BUCHENWALD ERMORDET | |
| Werner-Bock-Straße 13                  | Irmgard Baer                  | Stolperstein Werner-Bock-Straße 13 Bielefeld     | HIER WOHNTE IRMGARD BAER GEB. OSTWALD JG. 1910 DEPORTIERT 1942 THERESIENSTADT 1944 AUSCHWITZ ERMORDET                                                                                     | |
| Werner-Bock-Straße 13                  | Heinz Baer                    | Stolperstein Werner-Bock-Straße 13 Bielefeld     | HIER WOHNTE HEINZ BAER JG. 1934 DEPORTIERT 1942 THERESIENSTADT 1944 AUSCHWITZ ERMORDET | |
| Werner-Bock-Straße 13                  | Ruben Baer                    | Stolperstein Werner-Bock-Straße 13 Bielefeld     | HIER WOHNTE RUBEN BAER JG. 1939 DEPORTIERT 1942 THERESIENSTADT 1944 AUSCHWITZ ERMORDET | |
| Wertherstraße 6                        | Ernst Paderstein              | Stolperstein Wertherstraße 6 Bielefeld           | HIER WOHNTE ERNST PADERSTEIN JG. 1873 DEPORTIERT 1942 THERESIENSTADT ERMORDET 7.10.1942                                                                                                   | |
| Wertherstraße 60                       | Franz A. Goldstein            | Stolpersteine Wertherstraße 60 Bielefeld         | HIER WOHNTE FRANZ A. GOLDSTEIN JG. 1923 INTERNIERT 1944 ARBEITSLAGER ZEITZ BIS MÄRZ 1945                                                                                                  | |
| Wertherstraße 60                       | Ursula Sternfeld              | Stolpersteine Wertherstraße 60 Bielefeld         | HIER WOHNTE URSULA STERNFELD VERH. GOLDSTEIN JG. 1922 VERHAFTET 1944 FRAUENLAGER ELBEN DER ORGANISATION TODT BEFREIT                                                                      | |
| Wertherstraße 60                       | Paul Sternfeld                | Stolpersteine Wertherstraße 60 Bielefeld         | HIER WOHNTE PAUL STERNFELD JG. 1890 SEIT 1944 VERSCHIEDENE ZWANGSARBEITSLAGER DEPORTIERT 1944 THERESIENSTADT BEFREIT                                                                      | |
| Westerfeldstraße 6                     | Emma Grünewald                | Stolperstein Westerfeldstraße 6 Bielefeld        | HIER WOHNTE EMMA GRÜNEWALD GEB. SAHMER JG. 1867 FLUCHT 1937 URUGUAY | |
| Westerfeldstraße 6                     | Gerda Grünewald               | Stolperstein Westerfeldstraße 6 Bielefeld        | HIER WOHNTE GERDA GRÜNEWALD JG. 1908 FLUCHT 1937 URUGUAY | |
| Westerfeldstraße 6                     | Inge Heimbach                 | Stolperstein Westerfeldstraße 6 Bielefeld        | HIER WOHNTE INGE HEIMBACH JG. 1921 FLUCHT 1937 URUGUAY | |
| Westerfeldstraße 6                     | Ernst Grünewald               | Stolperstein Westerfeldstraße 6 Bielefeld        | HIER WOHNTE ERNST GRÜNEWALD JG. 1908 FLUCHT 1936 BRASILIEN | |
| Willbrandstraße 19                     | Hedwig Möller                 | Stolperstein Willbrandstraße 19 Bielefeld        | HIER WOHNTE HEDWIG MÖLLER JG. 1906 SEIT 1933 MEHRERE HEILANSTALTEN ZWANGSSTERILISIERT 1934 'VERLEGT' 12.11.1943 HEILANSTALT MESERITZ - OBRAWALDE ERMORDET 23.11.1943                      | |
| Wittekindstraße 53                     | Friedrich Wolgast             | Stolperstein Wittekindstraße 53 Bielefeld        | HIER WOHNTE FRIEDRICH WOLGAST JG. 1901 VERHAFTET 'HOCHVERRAT' HINGERICHTET 13.9.1944 ZUCHTHAUS DORTMUND                                                                                   | |
| Wittekindstraße 63a                    | Dr. J. Ernst Goldstein        | Stolpersteine Wittekindstraße 63a Bielefeld      | HIER WOHNTE DR. J. ERNST GOLDSTEIN JG. 1892 INTERNIERT 1944 ARBEITSLAGER ZEITZ DEPORTIERT 1945 THERESIENSTADT BEFREIT / ÜBERLEBT                                                          | |
| Wittekindstraße 63a                    | Martin Goldstein              | Stolpersteine Wittekindstraße 63a Bielefeld      | HIER WOHNTE MARTIN GOLDSTEIN JG. 1927 INTERNIERT 1944 ARBEITSLAGER ZEITZ VERSTECKT GELEBT BEFREIT / ÜBERLEBT                                                                              | |
| Ziegelstraße 51                        | Gerhard Bunte                 | Stolperstein Ziegelstraße 51 Bielefeld           | HIER WOHNTE GERHARD BUNTE JG. 1918 VERHAFTET NOV. 1940 PRÜFUNGSLAGER LEIPZIG 'GEFÄHRDUNG DER TRUPPE' 1941 NATZWEILER 1942 SACHSENHAUSEN ERMORDET 12.12.1942                               | |

## Stolperschwelle
| Stolperstein | Inschrift | Verlegeort        |
| ------------ | --- | ----------------- |
|              | HIER LEBTEN SEIT 1941 DREI SINTIFAMILIEN IN IHREN WOHNWAGEN PER ERLASS 1939 GEZWUNGEN IN BRACKWEDE ZU BLEIBEN MEHRFACH IN DER GEMEINDE VERTRIEBEN IM MÄRZ 1943 DEPORTIERT AUSCHWITZ - ERMORDET | Schulstraße 77–79 |